# تل عار شرقیه
تل عار شرقیه (به عربی: تل عار شرقیة) یک روستا در سوریه است که در ناحیه اخترین واقع شده‌است. تل عار شرقیه ۵۲۵ نفر جمعیت دارد.